# Kompania Gwinejska

Flaga Kompanii

Kompania Gwinejska – portugalska, rządowa instytucja, której zadaniem był handel przyprawami i ustalanie ich cen. Na przestrzeni lat miała różne nazwy, Casa da Guiné, Casa da Guiné e Mina (1482–1483), Casa da Índia e da Guiné (1499).